# 伊万尼诺
伊万尼诺（羅馬化：Ivanino）是俄罗斯库尔斯克州的市级镇，属库尔恰托夫区，地处库尔斯克州中西部，在区行政中心库尔恰托夫及州府库尔斯克西南方。镇内设有铁路车站卢卡舍夫卡（Лукашевка）站。
该地2021年人口有2,510人；2010年人口2,427；2002年人口2,387；1989年人口2,792。